# Franek Kimono (album)
Franek Kimono – debiutancki album studyjny polskiego projektu muzycznego Franek Kimono wydany w 1984 nakładem wytwórni Arston.

## Historia
W 1983 Andrzej Korzyński zrealizował swój pomysł muzycznego pastiszu popularnego stylu disco. Wymyślony przez niego wykonawca – Franek Kimono (w którego wcielił się Piotr Fronczewski) nagrał początkowo dwie piosenki. Ich radiowa popularność oraz powodzenie singla, wydanego w 1983 przez Tonpress (S 470), poprzedziło ukazanie się pełnego albumu. Słowa do niemal wszystkich piosenek napisał Andrzej Korzyński (pod pseudonimem Andrzej Spol), jedynie „Jednoręki bandyta” jest autorstwa Krzysztofa Gradowskiego. Muzykę wszystkich utworów na płycie skomponował Andrzej Korzyński, przy współudziale Mariusza Zabrodzkiego (w utworach: „Tankowanie nocą” i „Pożegnanie Franka”) oraz Sławomira Wesołowskiego („Pożegnanie Franka”).
Przy nagrywaniu muzyki wykorzystywane były syntezatory: Roland (m.in. TB-303 i TR-606), Yamaha DX7 i Minimoog. Nagrania rejestrowano w studiu Polskiego Radia przy ul. Myśliwieckiej („Dysk dżokej” i „King Bruce Lee karate mistrz”) oraz w studiu nagrań wytwórni Tonpress (pozostałe).
W 1984 płytę długogrającą (ALP 001) oraz kasetę magnetofonową (AC-001) wydała nowo powstała wytwórnia Arston. Ten sam materiał nagraniowy (część nakładu Arstonu) ukazał się na rynku jako wydanie Polskich Nagrań Muza. Na okładkach Arstonu naklejane było logo Polskich Nagrań z numerem katalogowym tej wytwórni: SX 2102. Naklejki na samych płytach informowały, że wydawcą są Polskie Nagrania. Według Katalogu Polskich Płyt Gramofonowych to wydane ukazało się w 1986.
W plebiscycie organizowanym przez Polskie Radio PR II album został uznany za Płytę Roku 1984 w kategorii Muzyka rozrywkowa
W 1991 Franek Kimono ukazał się na CD. Płytę kompaktową wydała firma Alcom (ALCD 013). Z tej wersji wycofano piosenkę Pożegnanie Franka, którą zastąpiono piosenkami Gimnastyka, Sweet Kimono i I Love You Too. Zmieniona została również okładka, która pojawiła się na kilku późniejszych reedycjach. Wzór nazwy albumu, pojawiający się na okładce, również uległ zmianie.
W połowie lat 90. Sony Music stał się właścicielem praw do albumu. Nakładem tej firmy album został ponownie wydany w 1999 roku, pod marką Columbia, na CD i kasecie magnetofonowej (COL 493349/2). Piosenka Ja jestem Menago nie pojawia się w wydaniu kasetowym. Na końcu kasety pojawia się mega-mix największych hitów Franka Kimono z remiksem piosenki King Bruce Lee karate mistrz. To samo z czterema dodatkowymi remiksami oraz ścieżka komputerowa pojawiają się na drugiej płycie w wydaniu CD. Kolejność utworów na pierwszej płycie nie uległa zmianie w stosunku do wydania z 1991. Równocześnie powróciła oryginalna okładka, która tym razem jest częścią wkładki. Powtórnej zmianie ulega również wzór nazwy albumu na okładce – ten pozostał w kolejnych reedycjach, ale w zmienionej formie.
Następna reedycja ukazała się nakładem Sony BMG Music Entertainment Poland w 2008. W tej reedycji zawarto te same utwory co w wydaniach z 1991 i 1999 (CD1), bez dodatkowych utworów z reedycji z 1999. Ta wersja, z oznaczeniami Sony Music, została powtórnie wydana w 2017 roku i zawiera oryginalną okładkę, znaną z wersji Arstonu.
Album został ponownie wydany na winylu 30 czerwca 2015 roku, również nakładem firmy Sony Music. W tej wersji pojawia się taka sama kolejność utworów co w wydaniach CD. Pojawia się również oryginalna okładka, znana z wersji Arstonu.

## Muzycy
- Piotr Fronczewski – śpiew
- Mariusz Zabrodzki – chórki

gościnnie
- Winicjusz Chróst – gitara elektryczna
- Arkadiusz Żak – gitara basowa

## Lista utworów (LP, ALP-001 i SX 2102)
Strona A
| 1. | „Pola monola + coca cola”   | 4:22  |
|    |                             |       |
| 2. | „Tankowanie nocą”           | 3:32  |
|    |                             |       |
| 3. | „Sound – ciężkie brzmienie” | 4:44  |
|    |                             |       |
| 4. | „Ja jestem Menago”          | 4:10  |
|    |                             |       |
| 5. | „Dysk – dżokej”             | 3:57  |
|    |                             |       |
|    |                             | 20:45 |
|    |                             |       |
Strona B
| 1. | „Jednoręki bandyta”            | 3:24  |
|    |                                |       |
| 2. | „Królowa dysko”                | 3:25  |
|    |                                |       |
| 3. | „Marynara łu-bu-du-bu”         | 4:06  |
|    |                                |       |
| 4. | „King Bruce Lee karate mistrz” | 3:42  |
|    |                                |       |
| 5. | „Dysko story”                  | 3:54  |
|    |                                |       |
| 6. | „Pożegnanie Franka”            | 2:26  |
|    |                                |       |
|    |                                | 20:57 |
|    |                                |       |

### Lista utworów (ALCD 013)
1. „Pola monola + Coca Cola” (A.Korzyński, A.Spol) – 4:22
2. „Tankowanie nocą” (A.Korzyński, M.Zabrodzki, A.Spol) – 3:32
3. „Sound – ciężkie brzmienie” (A.Korzyński, A.Spol) – 4:44
4. „Ja jestem Menago” (A.Korzyński, A.Spol) – 4:10
5. „Dysk dżokej” (A.Korzyński, A.Spol) – 3:57
6. „Jednoręki bandyta” (A.Korzyński, K.Gradowski) – 3:24
7. „Królowa dysko” (A.Korzyński, A.Spol) – 3:25
8. „Marynara łu-bu-du-bu” (A.Korzyński, A.Spol) – 4:06
9. „King Bruce Lee karate mistrz” (A.Korzyński, A.Spol) – 3:42
10. „Dysko story” (A.Korzyński, A.Spol) – 3:54
11. „Gimnastyka aerobic” (A.Korzyński, A.Spol) – 3:40
12. „Sweet Kimono” (A.Korzyński, A.Spol) – 3:29
13. „I Love You Too” (A.Korzyński, A.Spol) – 3:48

## Informacje uzupełniające
- Producent – Andrzej Korzyński
- Współproducent, reżyser nagrania – Sławomir Wesołowski
- Współproducent, asystent reżysera, chórki – Mariusz Zabrodzki
- Aranżacje – S.M.A. (Wesołowski, Zabrodzki, Korzyński)
- Projekt graficzny – Karol Śliwka
- Zdjęcia – Maria Ihnatowicz, Włodzimierz Ochnio